# Nauka (Verlag)
Nauka (russisch Наука, dt. „Wissenschaft“) ist ein russischer Verlag für wissenschaftliche Literatur. Er war der führende Wissenschaftsverlag der Sowjetunion.

## Geschichte
Das Unternehmen wurde am 14. April 1923  in der Sowjetunion als Verlag der Russischen Akademie der Wissenschaften gegründet. Er hatte seinen Hauptsitz zunächst in Leningrad und zog dann nach Moskau. Er veröffentlicht zahlreiche Publikationsreihen und wissenschaftliche Zeitschriften. Englische Übersetzungen oder simultane englische Versionen werden von MAIK Nauka / Interperiodica (МАИК Наука/Интерпериодика) veröffentlicht.
Der Name „Nauka“ bedeutet „Wissenschaft“. Der volle Name lautet: Akademitscheski nautschno-isdatelski, proiswodstwenno-poligrafitscheski i knigorasprostranitelski zentr Rossijskoi akademii nauk „Isdatelstwo Nauka“ /Академический научно-издательский, производственно-полиграфический и книгораспространительский центр Российской академии наук „Издательство Наука“ / Akademičeskij naučno-izdatel'skij proizvodstvenno-poligrafičeskij i knigorasprostranitel'skij centr RAN „Izdatel'stvo Nauka“ (Akademisches Wissenschaftliches Verlags-, Produktions-, Druck- und Buchvertriebszentrum der Russischen Akademie der Wissenschaften „Verlag Nauka“).